# عبیدالله‌گنج
عبیدالله‌گنج (به انگلیسی: Obedullaganj) یک منطقهٔ مسکونی در هند است که در شهرستان رایسن واقع شده‌است.

## خصوصیات
عبیدالله‌گنج  ۱۹٬۹۵۵ نفر جمعیت دارد.